# 유성장
유성장은 대전광역시 유성구 장대동에 1916년 시작된 5일장으로 현재까지 4일과 9일에 장이 서고 있다. 그러나, 초기에는 5일과 10일에 장이 열렸다고 한다.  유성장은 70년대 초까지 포목ㆍ청과ㆍ기물ㆍ잡화 등이 복합된 인근 최대의 종합 정기시장이었다.  유성장은 공주와 연기 등 인근 지역 상인들이 장을 열어 하루 유동인원이 1만여명에 이른다.
현재는 쌀, 보리쌀, 콩, 팥, 조, 깨 등의 곡물과 배, 배추, 무, 파, 고추, 마늘, 수박, 오이 등의 채소와 개, 염소, 토끼, 닭, 오리 등 가축과 한약재 등이 주로 판매되고 있다.